# Charles Nisard
Charles Nisard (* 10. Januar 1808 in Châtillon-sur-Seine; † 1890) war ein französischer Literaturhistoriker und Literaturkritiker.
Nisard war bis 1848 im Haus Ludwig Philipps angestellt und hat sich durch literarhistorische Arbeiten einen Namen gemacht. Er war der Bruder von Désiré Nisard. 1876 wurde er zum Mitglied (membre libre) der Académie des Inscriptions et Belles-Lettres gewählt.

## Schriften
- Le triumvirat littéraire au XVIe siècle. Juste Lipse. Joseph Scaliger. Isaac Casaubon. Amyot, Paris 1852, (Digitalisat; Studien über Justus Lipsius, Joseph Justus Scaliger und Isaac Casaubon).
- Histoire des livres populaires ou de la littérature du colportage depuis le XVe siècle jusqu’à l’établissment de la Comission d’examen des livres du colportage (30 novembre 1852). 2 Bände. Amyot, Paris 1854, (Digitalisate: Band 1. Band 2; 2e édition revue, corrigée avec soin et considérablement augmentée. Dentu, Paris 1864).
- Les gladiateurs de la république des lettres aux XVe, XVIe et XVIIe siècles. 2 Bände. Lévy Frères, Paris 1860, (Digitalisate: Band 1. Band 2; Studien u. a. über Joseph Justus Scaliger).
- Des chansons populaires chez les anciens et chez les Français. Essai historique suivi d’une étude sur la chanson des rues contemporaine. 2 Bände. Dentu, Paris, 1867, (Digitalisate: Band 1. Band 2.).
- Étude sur le langage populaire ou patois de Paris et de sa banlieue. Franck, Paris 1872, (Digitalisat).
- als Herausgeber: Correspondance inédite du comte de Caylus avec le P. Paciaudi, théatin (1757–1765) suivie de celles de l’abbé Barthélemy et de P. Mariette avec le même. 2 Bände. Imprimerie Nationale, Paris 1877, (Digitalisate: Band 1. Band 2.).
- Considérations sur la Revolution française et sur Napoleon Ier. Lévy, Paris 1887, (Digitalisat).